# Cantare fa più bene
Cantare fa più bene è il secondo album del cantautore italiano Bungaro, pubblicato originariamente dall'etichetta discografica RCA e distribuito dalla BMG nel 1990.
Il disco, pubblicato su long playing, musicassetta e compact disc, è prodotto da Alessandro Blasetti, coautore di quasi tutti i brani insieme all'interprete.
In seguito alla partecipazione dell'artista al Festival di Sanremo 1991, dove ha eseguito insieme a Marco Conidi e Rosario Di Bella il brano E noi qui, finalista nella sezione "Novità", è stata messa in commercio una riedizione dell'album, contenente in aggiunta il pezzo presentato alla manifestazione.

## Tracce

### Edizione 1990
1. Voce
2. Papà la vita come va
3. Giuro di dire la verità
4. ...e con pazienza aspetto
5. Sono stufo dei tuoi guai
6. Tutto il verde che mi va
7. Succo d'arancia la mattina
8. Stress
9. Per Anna

### Edizione 1991
1. E noi qui (con Marco Conidi e Rosario Di Bella)
2. Voce
3. ...e con pazienza aspetto
4. Giuro di dire la verità
5. Sono stufo dei tuoi guai
6. Papà la vita come va
7. Per Anna
8. Tutto il verde che mi va
9. Stress
10. Succo d'arancia la mattina

## Formazione
- Bungaro – voce, cori, chitarra acustica
- Cesare Chiodo – basso, programmazione, contrabbasso, chitarra elettrica, percussioni
- Lanfranco Fornari – batteria, percussioni
- David Pieralisi – chitarra
- Giampaolo Ronca – batteria
- Stefano Cenci – tastiera, cori, programmazione, organo Hammond, percussioni
- Andrea Amati[1] – basso, cori, chitarre
- Ezio Zaccagnini – batteria
- Roberto Lanzo – tastiera
- Giancarlo Pesapane – chitarra
- Rosario Di Bella – tastiera
- Giorgio Vanni – chitarra
- Paolo Costa – basso
- Alberto Crucitti – programmazione
- Claudio Baffone – tromba
- Luigi Germini – trombone
- Giovanni Sannipoli – sax
- Mauro Guidi – sax
- Marco Salvatori – oboe
- Maria Grazia Fontana, Lilla Costarelli, Luisa Capuano, Lilla Fiori, Angelo Trane, Paolo Amati[1], Massimiliano Calò – cori